# Галанын дибиндэ
«Галанын дибиндэ» (азерб. Qalanın dibində — «у подножия крепости») — азербайджанская народная лирическая песня. Принадлежит к хороводному жанру «яллы».
Форма песни «Галанын дибиндэ» является популярнейшей в фольклоре (в частности, в азербайджанской) структурой пары периодичностей (ААBB'). Соответствуя двукратному проведению пары периодичностей каждой фазы, она имеет своим прообразом принцип арабо-персидского бейта. Основой композиции в песне служит  кварто-квинто-терцовая система.
На основе этой песни русский композитор Михаил Глинка создал «Персидский хор» для своей оперы «Руслан и Людмила». Так, в 1823 году Глинка совершает поездку на Кавказ. Знакомство с музыкой народов Кавказа оставило значительный след в творческом сознании композитора и отразилось в его позднейших произведениях на восточную тематику. Использование песни «Галанын дибиндэ» в своей опере является примером подобного отражения.
Интонации песни звучат в оперетте азербайджанского композитора Узеира Гаджибекова «Аршин мал алан», в хоре девушек из второго действия.
На ноты песня была записана азербайджанским композитором Саидом Рустамовым.
Существует одноимённый азербайджанский танец, исполняющийся под музыку песни.

## Текст песни
| Qalanın dibində | Qalanın dibində |
| Слова народные | Русский перевод Хасана Ага |
| --- | --- |
| Qalanın dibində yıxıldım, yatdım, Yuxuda yarıma hey, baxdım, baxdım, Qalada başqadır sevginin dadı, Sevənin açılar qolu-qanadı. Anama deyin ki, atımı satsın, Nişanlım göyçәkdir qoy evdә qalsın. Qalanın dibindә bir quş olaydım, Gedәnə-gәlənә yoldaş olaydım. | Как-то под крепостью вдруг задремал я, В снах на любимую не насмотреться. На башне крепости всё по-иному, Тут окрыляется всякий влюблённый. Мамке скажите продать мою лошадь, Невеста-красавица, жди меня дома. Мне бы под крепостью стать словно птица, С каждым прохожим мне чтобы сдружиться. |